# Snow Jazz Gastein
Snow Jazz Gastein ist ein internationales Jazzfestival, welches im Jahr 2002 ins Leben gerufen wurde. Das hochalpine Festival, bei dem Konzerte an diversen Lokalitäten im Gasteinertal (Sägewerk Bad Hofgastein, Hotels, Skihütten) in bis zu 2200 m Seehöhe stattfinden, hat sich zu einem festen Bestandteil des regionalen Kulturkalenders entwickelt.
Wintersport, insbesondere Skilauf, mit zeitgenössisch-kulturellen Ereignissen zu verbinden war und ist der gedankliche Ansatz für dieses Festival. Tagsüber unterhalten in den Ski-Hütten und -Restaurants den Wintersportler Bands (zum Nulltarif), während abends in Konzertsälen, Clubs und Hotelbars internationale Jazz-Größen wie Erika Stucky, Theo Bleckmann, Ray Anderson, Carlo Actis Dato, Gianluigi Trovesi & Gianni Coscia, Michel Godard, Mario Rom, Céline Bonacina, Danilo Rea, Flavio Boltro, The Tiptons Sax Quartet, Jan Galega Brönnimann oder Andreas Schaerer auftreten.
Das Festival findet jährlich im März statt.